# Amaurobius pallidus
Amaurobius pallidus là một loài nhện trong họ Amaurobiidae.
Loài này thuộc chi Amaurobius. Amaurobius pallidus được Ludwig Carl Christian Koch miêu tả năm 1868.